# L'OBI
Pour les articles homonymes, voir Lobi et Obi (homonymie).
L'Officiel et la Bourse Internationale, le journal du porte-clés (L'OBI) fut un magazine mensuel sur les porte-clés. Il ne paru que 15 numéros entre février 1966 et avril 1967, jusqu'au déclin de la copocléphilie à la fin des années 1960.
À partir du numéro 11, de Décembre 1966, le magazine titre L'OBI, Le magazine des collectionneurs.

## Les numéros
| No  | Période           | Couverture                                                                                  | Pages | Prix     |
| --- | ----------------- | ------------------------------------------------------------------------------------------- | ----- | -------- |
| 1   | Février 1966      | Un chien                                                                                    | 48    | 1 Fr.    |
| 2   | Mars 1966         | Sheila "Porte-clés du mois: Banania"                                                        | 64    | 1 Fr.    |
| 3   | Avril 1966        | Foire du Trone                                                                              | 72    | 1 Fr.    |
| 4   | Mai 1966          | Antoine                                                                                     | 72    | 1 Fr.    |
| 5   | Juin 1966         | ? "La Reine du Porte-Clés"                                                                  | 72    | 1 Fr.    |
| 6-7 | Juillet-Août 1966 | "Spécial vacances"                                                                          | 96    | 2 Fr.    |
| 8   | Septembre 1966    | "Kiki Caron, Championne de France de Porte-clés?"                                           | 88    | 1.50 Fr. |
| 9   | Octobre 1966      | Jacques Dutronc                                                                             | 92    | 1.50 Fr. |
| 10  | Novembre 1966     | "Johnny champion du Hit parade"                                                             | 88    | 1.50 Fr. |
| 11  | Décembre 1966     | "France Gall, des Porte-clés aux Badges" Spécial Badges                                     | 88    | 1.50 Fr. |
| 12  | Janvier 1967      | Roger Pierre, Jacques Dutronc, Eddy Mitchell "Le porte-clés mystérieux de chez J.Raillon"   | 88    | 1.50 Fr. |
| 13  | Février 1967      | "Le porte-clés de Françoise Hardy"                                                          | 88    | 1.50 Fr. |
| 14  | Mars 1967         | "Les collections du Commissaire Bourrel" "Le grand jeu des porte-clés"                      | 64    | 1.50 Fr. |
| 15  | Avril 1967        | "Les collections de Johnny et Sylvie" "Les résultats complets du championnat de porte-clés" | 64    | 1.50 Fr. |